# Jimmie Strimmell
Jimmie Strimmel (Gotemburgo, 3 de diciembre de 1980) es un músico y compositor sueco, es el vocalista de la banda de metalcore sueco My Collapse.  y vocalista de Dead by April banda  a la cual  volvió en  abril de 2017.
También fue miembro de Death Destruction (grupo de death metal donde se ha reunido con miembros de Hammerfall, In Flames y Evergrey) y del grupo de death metal sueco/griego Nightrage. Jimmie fue parte del grupo "Ends With A Bullet" junto a Liam Espinosa, Marcus Rosel, Eric Bogreen y Diederich Castro.
El 18 de julio de 2013 sacaron un EP compuesto por cinco canciones. Las canciones son: I´m Alive, Guiding Star, Liar, Without you y Living life on the edge of a knife. 
Jimmie y Marcus Rosell estuvieron con Nightrage donde participaron en su gira por Japón y más en 2014. Por problemas personales deja Ends With A Bullet según se lee en la página oficial en Facebook de la banda, donde también se puede leer en el line-up como exmiembro.
Actualmente se anunció que Jimmie Strimmel regresa a la banda Dead by April.
Se ha publicado oficialmente que ya no pertenece a la banda Dead By April por temas de adicciones. Tras su salida de Dead by April por segunda vez, Strimmell crea el grupo Vindicta. Dicha banda lanza su primer sencillo Slice It el uno de octubre de 2021. 